# Willem den Toom (politicus)
Willem den Toom (Rotterdam, 11 juli 1911 - Amersfoort, 13 december 1998) was een Nederlands luchtmachtofficier, die namens de VVD staatssecretaris van Defensie in kabinet-Marijnen en minister in kabinet-De Jong was.
Den Toom was een voorstander van verticale organisatiestructuur op het departement. Hij schoof in 1968 de aanschaf van nucleaire onderzeeërs op de lange baan. Hij besloot tot de aanschaf van Leopardtanks en tot afschaffing van het vliegdekschip Karel Doorman. In die tijd veranderde het karakter van het leger. De krijgsmacht kreeg meer haar voeten in de maatschappij en dat uitte zich in het gedrag van de militairen. Den Toom stond aanvankelijk nogal star tegenover ludieke acties, maar later voerde hij wel hervormingen door. Nadat hij eerst de veroordeling tot twee jaar van een soldaat had verdedigd, die zijn haar niet had willen laten knippen, schafte hij later de groetplicht buiten kazerne af en liet hij het toch toe dat soldaten hun haar lieten groeien.
Hij richtte het Instituut voor Vredesvraagstukken op, dat nu een onderdeel van Instituut Clingendael is.
Als officier bracht hij het uiteindelijk tot luitenant-generaal.
De Koninklijke Luchtmacht heeft een Lockheed C-130H Hercules vliegtuig (registratie: G-988 & serienr: 382-4988) naar Willem den Toom vernoemd als eerbetoon. Dit vliegtuig is in juli 2014 ingezet bij de repatriëring van de slachtoffers van de ramp met Malaysian Airlines vlucht MH17 in Oost-Oekraïne op 17 juli 2014.
- Biografisch Portaal: 34350884
- Parlement.com: vg09llh6rwx2